# Солодилы
 Солодилы  — деревня в Кирово-Чепецком районе Кировской области в составе Мокрецовского сельского поселения.

## География
Расположена на расстоянии менее 2 км на восток по прямой от центра поселения села Каринка.

## История
Известна с 1706 года как починок Солодиловский, в 1764 (уже деревня Над речкой Каменкою) 42 жителя. В 1873 году здесь (уже деревня Над речкой Косинкой или Солодилов) было дворов 7 и жителей 95, в 1905 14 и 121, в 1926 (деревня Солодилы или Над речкой Каменкою) 19 и 91, в 1950 18 и 64, в 1989 12 постоянных жителей. Настоящее название утвердилось с 1939 года. 

## Население
Постоянное население составляло 3 человека (русские 100%) в 2002 году, 2 в 2010.